# Krystyna Tyszkowska
Krystyna Tyszkowska (ur. 2 sierpnia 1926 w Brzeżanach, zm. 22 czerwca 2017) – polska dziennikarka.

## Życiorys
Była absolwentką Uniwersytetu Wrocławskiego. Przez wiele lat była członkiem redakcji „Gazety Robotniczej” oraz miesięcznika „Odra”. Kierowała  również redakcją kwartalnika „Kultura Dolnośląska”. Od 1980 brała udział w pracach Społecznego Komitetu Panoramy Racławickiej, piastując między innymi funkcję jego sekretarza. Zmarła 22 czerwca 2017 i została pochowana na Cmentarzu Grabiszyńskim we Wrocławiu.